# Aulis
Aulis (řecky Αὐλίς, 2. pád Aulidy) byl starořecký přístav v Bojótii ve středním Řecku známý z řecké mytologie.
Město leželo na řecké pevnině v úžině Euripos, naproti městu Chalkis na ostrově Euboia. Nevyvinulo se v plnou polis a spadalo pod Théby, později pod Tanagru. Jmenovalo se po něm moderní řecké město Avlida, které bylo začleněno do Chalkidy. Archeologické nálezy města byly odkryty v části Avlidy zvané Mikro Vathy.
Podle Homérovy Iliady se v Aulidě shromáždilo řecké loďstvo před válečnou výpravou do Tróji. Výprava nemohla odplout kvůli bezvětří. Podle věštce Kalchanta bohyně lovu Artemis tak trestala vůdce výpravy Agamemnóna za to, že se vydával za lepšího lovce než bohyně a že ulovil její posvátnou laň (či jelena). Mykénský král si měl Artemis usmířit obětování své starší dcery Ífigenie. To Agamemnón udělal a zajistil si tak možnost vyplutí, bohyně však Ífigenii zachránila a unesla ji do Tauridy (dnešní Krym). Oběť v Aulidě měla být motivem (jedním z motivů) pro vraždu Agamemnona jeho manželkou Klytaiméstrou a ta zas byla motivem k jejímu zavraždění, které bylo pomstou sourozenců Élektry a Oresta na matce za otcovu smrt. Oběť je zpracována v Eurípidově tragédii Ífigenie v Aulidě a další antických dílech.
Agamemnóna se pokusil v roce 397/396 př. n. l. napodobit spartský král Agésilaos II. konáním oběti v Aulidě před svou výpravou do Malé Asie. Dostal se však do sporu s Bojótskými, kteří mu v tom zabránili, což se stalo příčinou nepřátelství mezi Spartou a Thébami.